# جون إرنست
جون إرنست (بالإنجليزية: John Ernest)‏ هو رسام وفنان أمريكي، ولد في 6 مايو 1922 في فيلادلفيا في الولايات المتحدة، وتوفي في 21 يوليو 1994 في إكزتر في المملكة المتحدة.